# Playa Blanca (Biobío)
Playa Blanca es un balneario ubicado en la comuna chilena de Coronel, dentro de la provincia de Concepción en la región del Biobío. Frente a él se encuentra la Autopista Costa Arauco, limitando con la comuna de Lota. Es una de las playas más visitadas de la región, alcanzando su máximo de visitas durante el mes de febrero.
Playa Blanca fue un distrito perteneciente administrativamente a la subdelegación de Coronel, en un comienzo en el antiguo Departamento de Lautaro, para luego formar parte del Departamento de Coronel. 

## Geografía

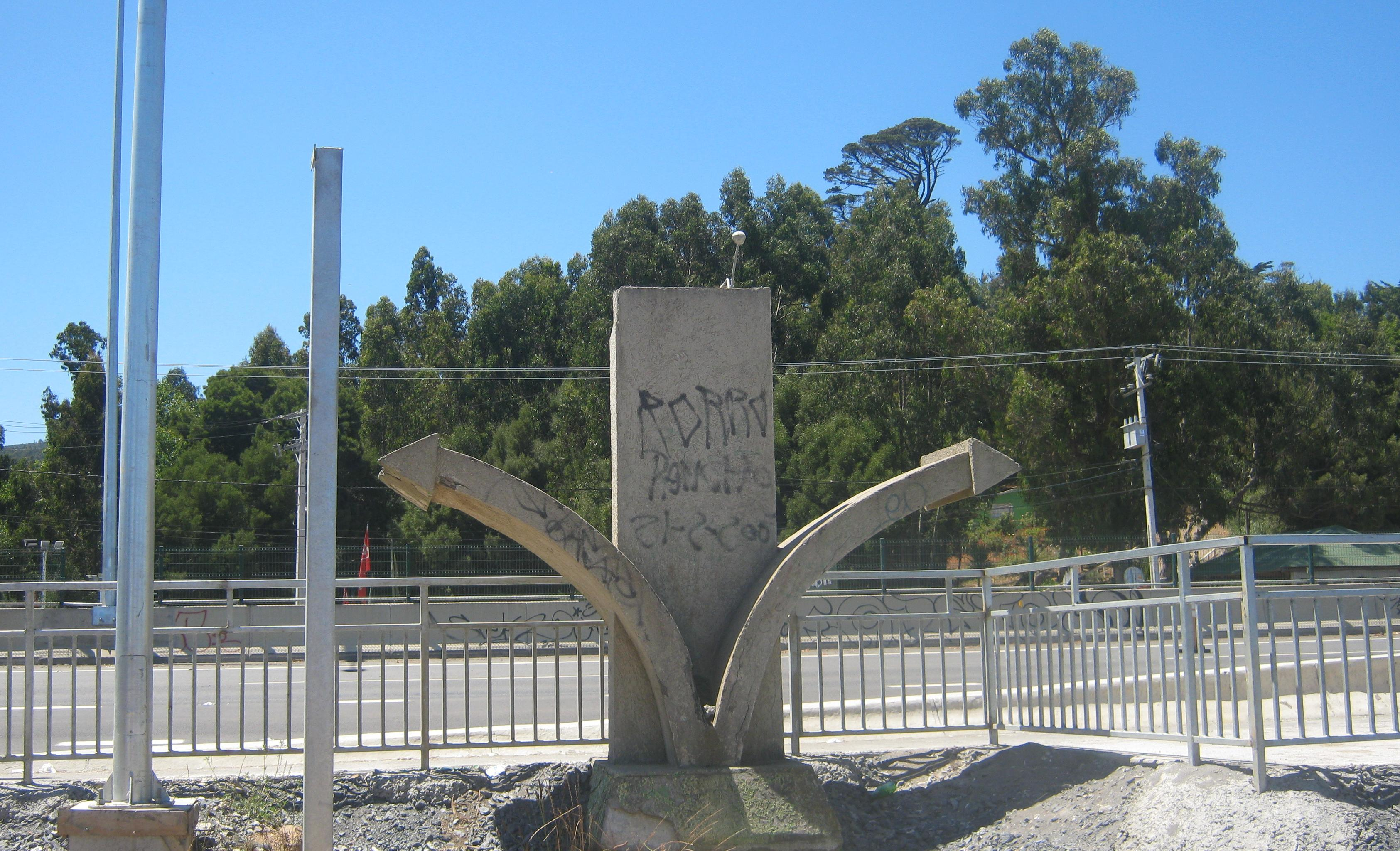
Monolito que marca la mitad de Chile continental

Un monolito señala que en esta playa se sitúa el centro geográfico exacto de Chile,. Este monolito estuvo por muchos años repetido sin todos sus detalles, en la plaza de Coronel. Hoy el Monolito de la Plaza de Coronel ya no está, luego de una remodelación que se le hizo a esa plaza.

## Turismo

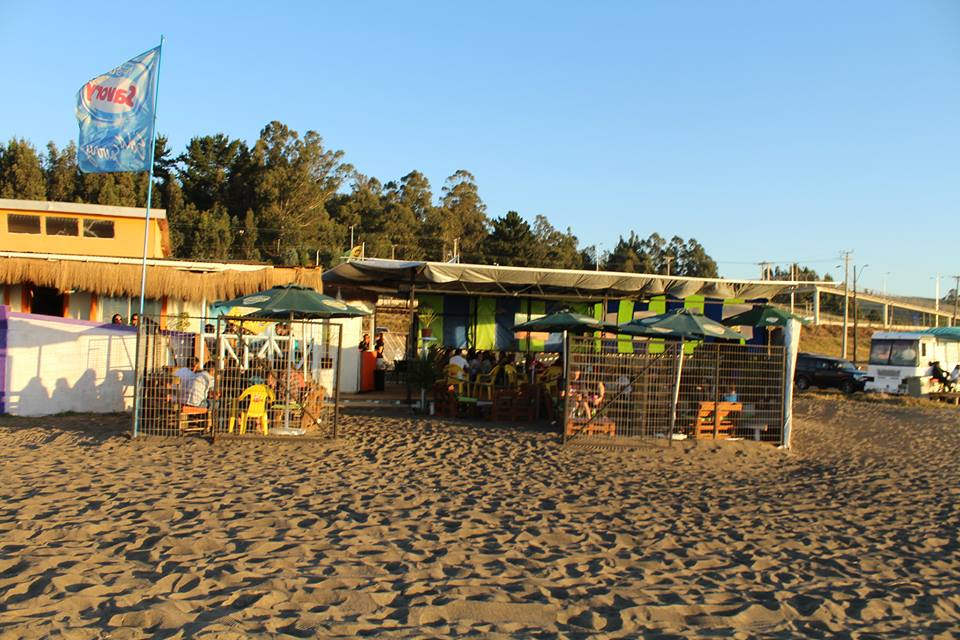
Playa Blanca se caracteriza por su comercio, pubs y restaurantes.

En Playa Blanca se ubican diversos pubs, restaurantes, discotecas y centros de eventos, además de la línea de ferrocarril del ramal Curanilahue - Concepción, en proceso de recuperación, y barrios periféricos cercanos.
Durante el mes de febrero y desde hace unos años, se celebra el festival electrónico Sun at the Beach (en castellano: «Sol en la playa»), considerada la fiesta electrónica al aire libre más grande de la zona centro-sur y sur de Chile, la cual reúne a destacados disc jockeys nacionales.